# Kościół św. Trójcy w Chicago
Kościół św. Trójcy – kościół rzymskokatolicki w Chicago w stanie Illinois.

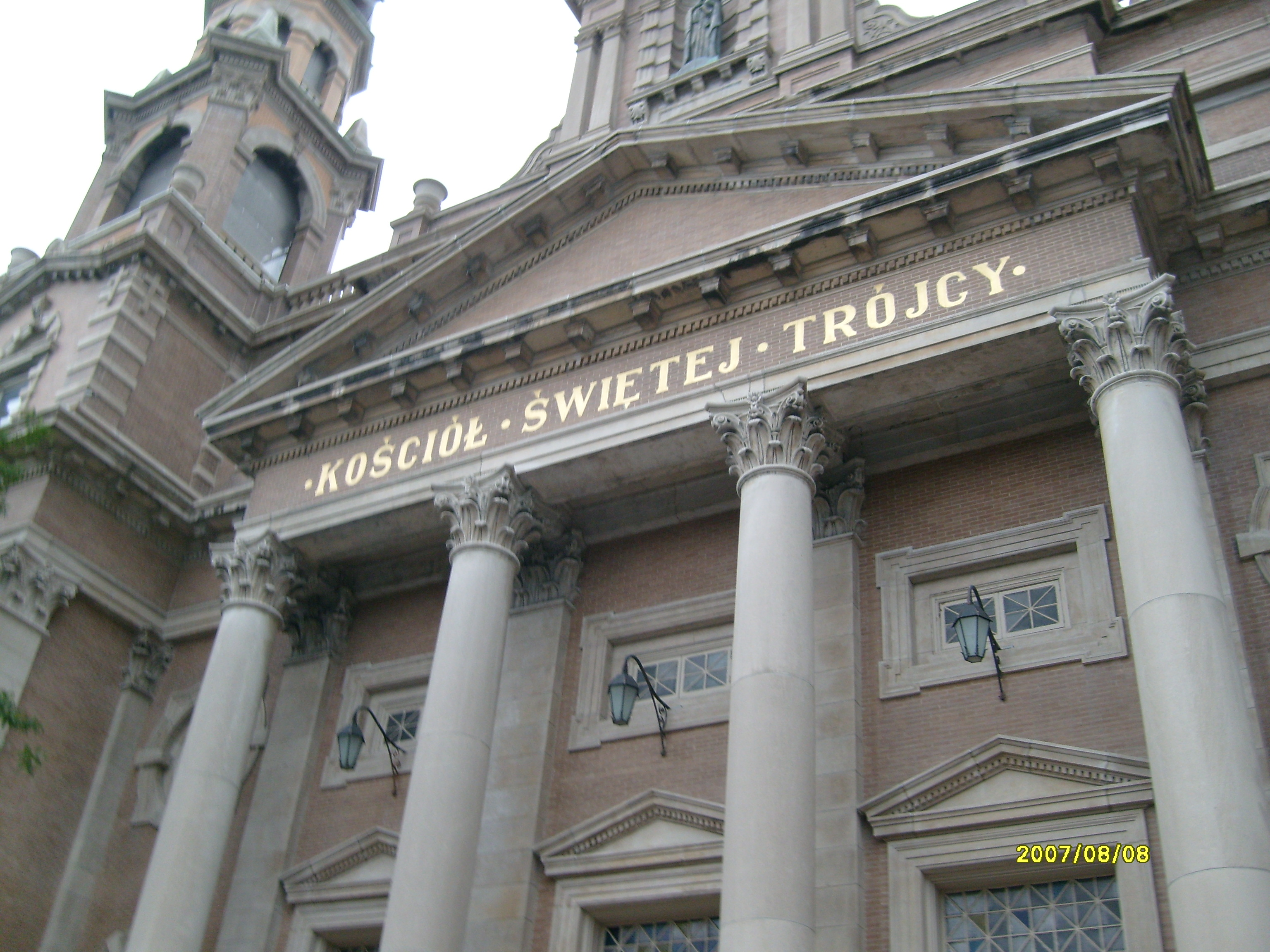

Właściwie, to „Polska Misja Duszpasterska w Chicago” prowadzona przez księży z Towarzystwa Chrystusowego dla Polonii Zagranicznej.
Kościół i parafia są popularnie zwane Trójcowem.

## Historia
Trójcowo jest drugim polskim ośrodkiem duszpasterskim, który powstał w Chicago. Pierwszym był powstały w roku 1869 kościół św. Stanisława Kostki.
Pierwszy kościół pod wezwaniem św. Trójcy zbudowano w roku 1873 jako filię parafii św. Stanisława Kostki. Do roku 1889 duszpasterstwo prowadzili księża Zmartwychwstańcy.
W 1893 roku Trójcowo zostało odrębną parafią prowadzoną przez księży ze Zgromadzenia Św. Krzyża. Niebawem świątynia nie mieściła już wszystkich wiernych, więc wybudowano na miejsce starego nowy kościół, zaprojektowany przez W. Olszewskiego. Został on konsekrowany 6 października 1906 roku.
W latach 1975–1986 duszpasterstwo ponownie sprawowali księża Zmartwychwstańcy.
Od roku 1987 duszpasterstwo sprawują księża z Towarzystwa Chrystusowego. Natomiast od 1989 roku w parafii posługują również Misjonarki Chrystusa Króla.
Od roku 1991 miejsce Mszy Świętych za Ojczyznę.